# Rus (Spagna)
Rus è un comune spagnolo di 3 801 abitanti situato nella comunità autonoma dell'Andalusia.

## Geografia fisica
Nella parte settentrionale del comune scorre il Guadalimar.